# Kelly Burke
Kelly Burke (Los Ángeles, 31 de diciembre de 1944) es una modelo estadounidense que fue Playmate del Mes para la revista Playboy en el número de junio de 1966. Fue fotografiada por William Figge.
Burke nació en Los Ángeles, California.
Según The Playmate Book, Burke se quedó embarazada mientras realizaba su sesión fotográfica para Playmate. También era (en esa época) la cuñada de la Playmate del Año 1966 Allison Parks.